# Oh Beom-seok
Oh Beom-seok (en coreano: 오범석; Pohang, Corea del Sur, 29 de julio de 1984) es un exfutbolista y entrenador surcoreano que jugaba como defensa. Desde 2024 dirige al Paju Citizen F. C. de la K3 League.

## Trayectoria

### Carrera profesional
Oh comenzó su carrera profesional en el Pohang Steelers en 2003, y jugó para el club coreano hasta 2007. Con los Steelers consiguió el título de la liga y la Copa de Corea en su último año. En 2007 fue cedido al Yokohama Marinos, pero luego de un periodo irregular en el club japonés fue transferido al Krylia Sovetov Samara de Rusia. En 2009 regresó a Corea, en donde ha jugado desde entonces. Actualmente juega en el Korean Police FC de la segunda división, a préstamo del Suwon Bluewings.

## Selección nacional

### Selecciones inferiores
Oh Beom-seok fue un miembro regular de las selección sub-20 de Corea del Sur, destacándose su participación en la Copa Mundial de esa categoría de 2003 en la cual ayudó a su selección a alcanzar los octavos de final del torneo.

### Selección absoluta
Acumuló un total de 43 partidos internacionales con la selección absoluta de Corea del Sur. Durante su carrera internacional, participó de la Copa Asiática de 2007 y la Copa Mundial de Fútbol de 2010. Era conocido entre sus compañeros de selección como "El Rey de las Faltas".

### Participaciones en Copas del Mundo
| Mundial                        | Sede                   | Resultado        |
| ------------------------------ | ---------------------- | ---------------- |
| Copa Mundial Sub-20 de 2003    | Emiratos Árabes Unidos | Octavos de final |
| Copa Mundial de Fútbol de 2010 | Sudáfrica              | Octavos de final |

#### Goles con la selección nacional
| # | Fecha                 | Lugar  | Oponente  | Gol | Resultado | Competición |
| - | --------------------- | ------ | --------- | --- | --------- | ----------- |
| 1 | 14 de octubre de 2009 | Seúl   | Senegal   | 1–0 | 2–0       | Amistoso    |
| 2 | 18 de enero de 2010   | Málaga | Finlandia | 2–0 | 2–0       | Amistoso    |

## Clubes

### Como jugador
| Club                     | País          | Año       |
| ------------------------ | ------------- | --------- |
| Pohang Steelers          | Corea del Sur | 2003-2007 |
| Yokohama FC              | Japón         | 2007      |
| Krylia Sovetov Samara    | Rusia         | 2008-2009 |
| Ulsan Hyundai            | Corea del Sur | 2009-2010 |
| Suwon Bluewings          | Corea del Sur | 2011-2015 |
| Ansan Police FC (cedido) | Corea del Sur | 2013-2014 |
| Hangzhou Greentown       | China         | 2016      |
| Gangwon F. C.            | Corea del Sur | 2017-2020 |
| Pohang Steelers          | Corea del Sur | 2020-2021 |

### Como entrenador
| Club               | País          | Año   |
| ------------------ | ------------- | ----- |
| Paju Citizen F. C. | Corea del Sur | 2024- |